# Monthelon, Saône-et-Loire
Monthelon är en kommun i departementet Saône-et-Loire i regionen Bourgogne-Franche-Comté i östra Frankrike. Kommunen ligger i kantonen Autun-Nord som tillhör arrondissementet Autun. År 2022 hade Monthelon 375 invånare.

## Befolkningsutveckling
Antalet invånare i kommunen Monthelon
| Referens: INSEE |